# Châteauneuf-du-Faou
Châteauneuf-du-Faou (bretonsko Kastell-Nevez-ar-Faou) je naselje in občina v severozahodnem francoskem departmaju Finistère regije Bretanje. Naselje je leta 2008 imelo 3.698 prebivalcev.

## Geografija
Kraj leži v pokrajini Cornouaille ob reki Aulne in vodnem kanalu Nantes-Brest, znotraj naravnega regijskega parka Armorike, 53 km jugovzhodno od Bresta.

## Uprava
Châteauneuf-du-Faou je sedež istoimenskega kantona, v katerega so poleg njegove vključene še občine Collorec / Koloreg, Coray / Kore, Landeleau / Landelo, Laz, Leuhan / Leuc'han, Plonévez-du-Faou / Plonevez-ar-Faou, Saiznt-Goazec / Sant-Wazeg, Saint-Thois / Santoz in Trégourez / Tregourez z 12.871 prebivalci.
Kanton Châteauneuf-du-Faou je sestavni del okrožja Châteaulin.

## Zanimivosti
- župnijska cerkev sv. Julijana in Matere Božje iz 18. in 19. stoletja,
- kapela Notre-Dame des Portes,
- most čez reko Aulne, Pont du Moulin du Roy, iz prve polovice 17. stoletja,
- spominska stela s seznamom padlih ameriških vojakov v času osvobajanja kraja med drugo svetovno vojno (5. avgust 1944),
- Od gradu Castrum novum in fago, ki je dal ime naselju, je ostal le del obzidja in osnova kotnega stolpa, ki je dominiral nad reko Aulne, danes v fazi restavriranja.

## Pobratena mesta
- Chinchón (Madrid, Španija),
- South Brent (Anglija, Združeno kraljestvo).